# Château d'Adon
Le château d'Adon est un château situé à Adon, dans le département français du Loiret en région Centre-Val de Loire.
Le château se trouve dans la région naturelle de la Puisaye, dans l'Est du département.

## Géographie
Le château est situé au sud du bourg d'Adon, dans la rue du château, à proximité de la route départementale 43.

## Histoire
Une demeure seigneuriale appelé château de la Mothe-d'Adon est présent sur le domaine aux XVIIe et XVIIIe siècles ; il appartient à la famille de Gadois, puis à la famille de La Chauverie.
Augustin de Luigny de La Chauverie vend le domaine en 1772 à Arsène André Tourolle, écuyer, qui commande la construction d'un nouveau château.
Le domaine est transmis par héritage aux familles de La Boulaye et de Thugny, dont les héritiers vendent la propriété en 1850.
En 1879, le domaine est racheté par Arthur Jaupitre, médecin et maire d'Adon de 1886 à 1897 et de 1900 à 1912, qui fait rebâtir le château en 1887.
La famille Jaupitre cède le domaine à l'industriel et politicien Camille Mermod en 1937 qui le conserve jusqu'au lendemain de la Seconde Guerre mondiale en 1947.